# 马晓红 (1970年)
马晓红（1970年6月—），山西夏县人，汉族，无党派人士。中华人民共和国政治人物、第十三届全国人民代表大会辽宁省代表。

## 生平
2018年，马晓红被选为辽宁省出席第十三届全国人民代表大会代表。